# Xantholobus inflatus
Xantholobus inflatus är en insektsart som beskrevs av Van Duzee. Xantholobus inflatus ingår i släktet Xantholobus och familjen hornstritar. Inga underarter finns listade i Catalogue of Life.